# Usambilla hanangensis
Usambilla hanangensis är en insektsart som beskrevs av Hemp, C. 2008. Usambilla hanangensis ingår i släktet Usambilla och familjen Lentulidae. Inga underarter finns listade i Catalogue of Life.